# УТК (футбольний клуб)
УТК (до 2018 — «УТК-Ятрань») — український аматорський футбольний клуб з Уманського району Черкаської області, який представляє в Чемпіонаті та Кубку Черкаської області з футболу. Домашні матчі приймає на власному стадіоні в с.Паланка  місткістю 1600 глядачів. Спонсором та фактично власником клубу є Уманський тепличний комбінат. Президент клубу — Гордій Микола Васильович. Перший заступник президента — Гордій Андрій Миколайович. Головним тренером команди протягом 2012—2016 років був Єжаченко Олександр Михайлович, а у грудні 2016 року головним тренером команди було призначено Олександра Казанюка.

## Статистика та рекорди клубу
Перший офіційний матч: 8 квітня 2012 року – 1/16 фіналу Кубку Черкаської о бласті. Штучне поле стадіону «Уманьферммаш» «УТК-Ятрань» – «Ретро» 0 : 1.
Перша перемога в офіційному матчі: 20 травня 2012 року в с.Іванівка над «Маньківкою» (4:0)
Перша нічия в офіційному матчі: 27 травня 2012 року у Ватутіному в матчі з «Ретро-2» (0:0)
Перша поразка в офіційному матчі: 13 травня 2012 року у Смілі від «Явору» (1:2)
Перша перемога з великим рахунком в офіційному матчі: 20 травня 2012 року в с.Іванівка над «Маньківкою» (4:0)
Перша поразка з великим рахунком в офіційному матчі: 25 травня 2013 у Золотоноші від «Урагану» (0:3)
Перший забитий гол: Микола Малютін – 13 травня 2012 року у Смілі у ворота «Явора».
Ювілейні забиті м’ячі:
50-й – 14.04.13. – Сергій Терещенко (54 хвилина матчу проти «Лисянки» у кубку області)
100-й – 18.04.14. – Сергій Баланюк (52 хвилина матчу проти «Корісу-АМ» у Корсуні в кубку області)
150-й – 20.09.14. – Сергій Баланюк (33 хвилина матчу проти «Уманьферммашу»)
200-й – 30.05.15. – Олександр Казанюк (72 хвилина матчу проти «Лідера»)
250-й – 31.10.15. – Роман Потапов (22 хвилина «золотого» матчу проти «Нашої Ряби»)
300-й – 23.07.16. – Микола Малютін (70 хвилина матчу проти «Олімпу»).
Перший пропущений гол: 8 квітня 2012 року гравець «Ретро» Гостєв на 17 хвилині матчу
Командні рекорди:
Перемога з найбільшим рахунком - 9:0 – 06.06.2015 вдома над «Авангардом»
Поразка з найбільшим рахунком – 0:5 – 09.07.2016 вдома поступилися «ЛНЗ-Лебедин»
Найбільше забито в одному матчі – 10 – 04.10.2014 вдома у ворота  «Авангарду» (10:2)
Найбільше пропущено голів в одному матчі – 5 (три матчі)
Найрезультативніший матч – 10:2 – 04.10.2014 вдома перемога над «Авангардом»
Найрезультативніший матч на виїзді – 7 голів (2:5, 5:2, 7:0)
Поразок з великим рахунком (з різницею в три і більше голів ) – 7 (4 вдома і 3 на виїзді: 0:3 (4 рази), 2:5, 1:5, 0:5)
Перемог з великим рахунком (з різницею в три і більше голів) – 34 (22 вдома і 12 на виїзді; найчастіше перемагали 4:0 (7 разів – тричі вдома), 5:0 (5 разів – 4 рази вдома)
Найбільша безпрограшна серія – 14 матчів (9 заключних турів чемпіонату 2015 року + нічия у Суперкубку+4 перемоги в кубку області 2016 року)
Найбільша переможна серія – 8 матчів на рубежі першого та другого кіл 2016 року.  5 матчів поспіль вигравали  тричі  – в 2012, 2014 і в 2016 роках в чемпіонаті)
Найбільша серія з поразок – максимум по 2 поразки поспіль (в 2012, 2013 (двічі), 2014, 2016 (двічі)).
 Найбільша серія без перемог – 6 матчів (2013 році в 2 колі і на фініші чемпіонату 2016 року – серія не завершена)
Найбільша «суха» (без пропущених голів) серія команди: -3 матчі (в 2013-му і в 2015-му)
Найбільша «суха» (без забитих голів) серія команди: - 2 матчі. Тричі повторилася – два заключних матчі сезон 2012 і двічі в 2016-му ( в тому числі і два заключні матчі – серія незавершена).
Найбільша результативна серія команди – 22 матчі поспіль. Розпочалася серія 10.05.2014 і тривала по 18.04.2015. Тобто 21 матч в 2014-му плюс один кубковий в 2015 році. Обірвалася серія в кубковому матчі в 2015-му в Катеринополі. Цікаво, що після цієї осічки забивали ще у 16 матчах поспіль! Ну а в 2014-му команда, крім матчу в Шполі (03.05.2014 програли 0:3) забивала у всіх інших матчах! Тобто в 25 з 26 матчів забивали!
Найтриваліша результативна серія гравця – 6 матчів. В 2014 році її двічі повторив Олександр Казанюк. Що цікаво. Забиваючи в 6 поспіль матчах 17.05. – 21.06., він не вразив ворота «Спартака» (в результативному матчі, коли тепличники перемогли 4:0). За тим він знову 6 матчів поспіль забивав 05.07. – 13.09. І знову в одному матчі пішов з поля без забитого гола (і ще в більш результативному матчі! 6:4 перемогли «Уманьферммаш»!). За результатами сезону Олександр забивав в 21 матчі з 25-ти, проведених на полі.
Індивідуальні рекорди:
Найбільше забито голів гравцем в одному матчі:
Хет-трики – всього 15 випадків:
10.06.2012 в ворота «Звенигородки» Віталій Дубіна
16.09.2012 – «Звенигородка» – Віталій Дубіна (тобто в одному сезоні в обох матчах цій команді)
14.10.2012 – «Садівник» – Сергій Терещенко.
01.06.2013 – «Наша Ряба» – Євген Єжаченко (перший у вищій лізі)
06.07.2013 – «Спартак» - Сергій Терещенко.
21.06.2014 – «Олімп» – Олег Трифонов
04.10.2014 – «Авангард» – Сергій Баланюк (найшвидше оформив – до 24-ї хвилини матчу (2, 20 і 24 хвилини)
11.10.2014 – «Олімп» – Олександр Казанюк
18.10.2014 – «Спартак» – Олександр Казанюк (два матчі поспіль)
06.06.2015 – «Авангард» – Олександр Казанюк
29.08.2015 – «Базис» – Олександр Казанюк
17.04.2016 – «Авангард» – Олександр Казанюк (перший у кубку)
30.04.2016 – «Уманьферммаш» – Олександр Казанюк (кубок – найбільше часу минуло від першого до третього гола – 75 хвилин)
04.06.2016 – «Росава» – Олександр Казанюк
25.06.2016 – «Зоря-Черкаський Дніпро-2» – Михайло Павленко (найменше затратив часу – від першого до третього гола пройшло 8 хвилин).
Наймолодший дебютант: 11.10.2014. Роман Потапов у віці 17 років 5 місяців 28 днів в матчі «Олімп» - «УТК-Ятрань»
Найстарший гравець: 24 травня 2014-го в переможному матчі проти «Базиса» Василь Михайлович Єжаченко у віці 45 років 3 місяці і 5 днів попрощався із уболівальниками як гравець «УТК-Ятрань» (відіграв 10 хвилин)
Найбільше офіційних матчів: М. Малютін - 121
Найбільше забито голів загалом в офіційних матчах: О. Казанюк - 64
Найбільше матчів у кубку області: А.Ткач - 17
Найбільше забито голів у кубку області: О. Казанюк - 12
Найбільше матчів у першості-чемпіонаті області: М. Малютін - 104
Найбільше забито голів у першості-чемпіонаті області: О. Казанюк - 52
Найбільше матчів у чемпіонаті області:  С. Троян – 85, М. Малютін – 84, Д. Казанюк - 82
Найбільше забито голів у чемпіонаті області: О. Казанюк - 52
Найбільше забито голів за один сезон: 28 –О. Казанюк (2014 рік – 3 у кубку і 25 у чемпіонаті)
Найбільше забито голів в одному чемпіонаті області: 25 – О. Казанюк (2014 рік)
Найтриваліша серія гравця у поспіль зіграних матчах – Сергій Троян (з першого матчу сезону 2014 і триває по нині)  - 79 матчів. У Максима Стеценка в сезонах 2012-2014 було 63 поспіль виходів на поле. 

## Досягнення
- Чемпіонат Черкаської області
  - Чемпіон: 2015, 2018, 2021, 2022
  - Срібний призер: 2014, 2017, 2020
  - Бронзовий призер: 2019
- Кубок Черкаської області
  - Володар: 2018, 2022
  - Фіналіст: 2016, 2020
- Суперкубок Черкаської області
  - Володар: 2015.

Гравці - кращі бомбардири чемпіонату області: Олександр Казанюк -1 (2014)
Гравці, що визнавалися кращим футболістом області: Олександр Казанюк -2 (2014, 2015)
Воротарі, що визнавалися кращими у сезоні в області: Віктор Єрошов -1 (2015)
Тренери, що визнавалися кращими у сезоні в області: Олександр Єжаченко – 1 (2015)